# Pig Island (Southland)
Pig Island ist eine Insel in der Meerenge Foveaux Strait, im Süden vor der Südinsel von Neuseeland.

## Geographie
Die Insel befindet sich in der Foveaux Strait, rund 5 km südsüdwestlich von Riverton/Aparima und rund 26,5 km westlich von Invercargill. Vor dem östlichen Ende der Colac Bay liegt die rund 730 m lange und bis zu 325 m breite Insel, rund 2,6 km vom Festland entfernt. Sie umfasst eine Fläche von rund 13,9 Hektar und ragt lediglich 10 m aus dem Meer empor.
Die Insel ist zu geringeren Teilen mit Buschwerk bewachsen. Bäume hingegen kommen nur vereinzelt vor.